# Titularbistum Casae Medianae
Casae Medianae (ital.: Case Mediane) ist ein Titularbistum der römisch-katholischen Kirche.
Die in Nordafrika gelegene Stadt war ein alter römischer Bischofssitz, der im 7. Jahrhundert mit der islamischen Expansion unterging. Dieser lag in der römischen Provinz Numidien.
| Titularbischöfe von Casae Medianae |                                                        |                                                 |                   |                  |
| Nr.                                | Name                                                   | Amt                                             | von               | bis              |
| 1                                  | Marcelo González Martín Titularerzbischof pro hac vice | Koadjutorerzbischof von Barcelona (Spanien)     | 21. Februar 1966  | 7. Januar 1967   |
| 2                                  | José Capmany Casamitjana                               | Weihbischof in Barcelona (Spanien)              | 22. Oktober 1968  | 20. April 1995   |
| 3                                  | Xavier Gilles de Maupeou d’Ableiges                    | Weihbischof in São Luís do Maranhão (Brasilien) | 2. August 1995    | 18. Februar 1998 |
| 4                                  | Eduardo Benes de Sales Rodrigues                       | Weihbischof in Porto Alegre (Brasilien)         | 11. März 1998     | 10. Januar 2001  |
| 5                                  | Guy de Kerimel                                         | Weihbischof in Nizza (Frankreich)               | 19. Februar 2001  | 6. Mai 2004      |
| 6                                  | Joseph Robert Cistone                                  | Weihbischof in Philadelphia (USA)               | 8. Juni 2004      | 20. Mai 2009     |
| 7                                  | Manuel da Silva Rodrigues Linda                        | Weihbischof in Braga (Portugal)                 | 27. Juni 2009     | 10. Oktober 2013 |
| 8                                  | Medardo de Jesús Henao del Río MXY                     | Apostolischer Vikar von Mitú (Kolumbien)        | 23. November 2013 |                  |